# Barbara Strack-Hanisch

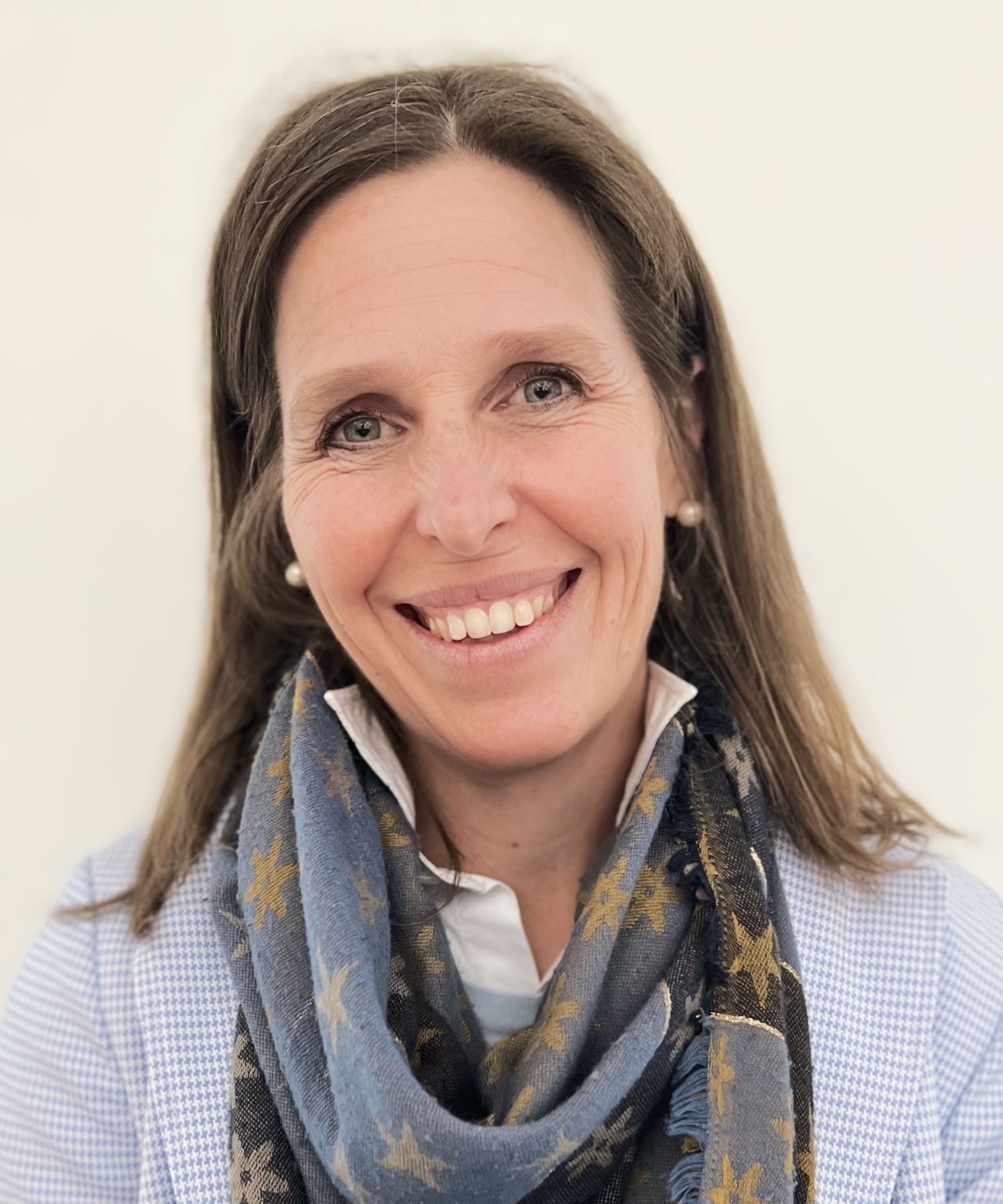
Barbara Strack-Hanisch, 2023

Barbara Strack-Hanisch (geb. Hanisch; * 4. Dezember 1979 in Wien, bürgerlich Barbara Schickbichler) ist eine österreichische Professorin für Saxophon, Autorin einschlägiger Lehrwerke und Vizerektorin für Lehre an der Universität für Musik und darstellende Kunst Wien.

## Frühes Leben und Ausbildung
Barbara Strack-Hanisch absolvierte ihre Schulausbildung am BORG für Musik und darstellende Kunst in Wien. Anschließend studierte sie am Konservatorium der Stadt Wien, wo sie das Konzertfach Querflöte bei Andrea Wild belegte und schloss ihr Studium mit Auszeichnung ab. Parallel dazu absolvierte sie Vorbereitungslehrgänge und weitere Studien an der mdw – Universität für Musik und darstellende Kunst Wien. Dort erwarb sie Diplome und Magistergrade sowohl im Konzertfach als auch in Instrumental- und Gesangspädagogik (IGP) für Saxophon und Querflöte. Im Jahr 2007 promovierte sie mit Auszeichnung zum Doktor der Philosophie im Fachbereich Musikgeschichte.

## Unterrichtstätigkeit
Strack-Hanisch leitete von 2003 bis 2004 Leiterin die Saxophonklasse am Gustav Mahler Konservatorium. Ab 2005 war sie zunächst Mentorin und Lehrbeauftragte an der Universität für Musik und darstellende Kunst Wien, ab 2018 ordentliche Universitätsprofessorin und Nachfolgerin von Oto Vrhovnik. Dort unterrichtet im Instrumentalstudium, Lehrpraxis-Saxophon an der Musikschule und ist für Fächer wie Repertoirekunde-Saxophon, Saxophon-Ensemble und Saxophon-Orchester verantwortlich. Unter ihrer Anleitung haben ihre Studenten in verschiedenen Formationen, darunter auch als Saxophonquartett, bei zahlreichen Konzerten und Veranstaltungen erfolgreich mitgewirkt.

## Weitere Aktivitäten und Auszeichnungen
Barbara Strack-Hanisch ist seit dem Jahr 2000 Referentin der jährlichen „Schlägler Saxophontage“, einem Meisterkurs des Danubia Saxophon Quartetts Wien. Sie ist auch als Dozentin und Prüferin bei Jung-Musiker-Leistungs-Abzeichen-Kursen tätig. Zudem organisiert sie Seminare speziell für Saxophonisten beim MV Oberlaa und war Jurorin bei verschiedenen Musikwettbewerben, darunter „Prima la musica“. Sie ist Mitglied bei diversen Kammermusik-Ensembles, vom Saxophon-Trio bis zum Bläserquintett, und spielt als Tenorsaxophonistin des Danubia Saxophon Quartetts Wien sowohl national als auch international Konzerte. Sie war auch an Aufnahmen mit den Wiener Philharmonikern beteiligt. Von 2004 bis 2006 spielt sie bei den „Konzerten für Europa“ in Schönbrunn unter Bobby McFerrin und Placido Domingo.
Barbara Strack-Hanisch ist häufig als Substitutin im Bühnenorchester und im Orchester der Wiener Staatsoper, bei den Wiener Philharmonikern, dem Niederösterreichischen Tonkünstler Orchester und den Wiener Symphonikern tätig.
Im Laufe ihrer Karriere erhielt sie den Würdigungspreis der Universität für Musik und darstellende Kunst Wien (mdw) an der sie seit 2015 Instititsvorständin am Leonard Bernstein Institut für Konzertfach Blas- und Schlaginstrumente ist und Barbara Gisler-Haase nachfolgte. 2023 wurde sie designierte Vizerektorin für Lehre an der mdw.

## Persönliches
Barbara Strack-Hanisch ist verheiratet und hat eine Tochter. Sie lebt in Purkersdorf, Österreich.